# Chiesa di San Michele di Salvenero

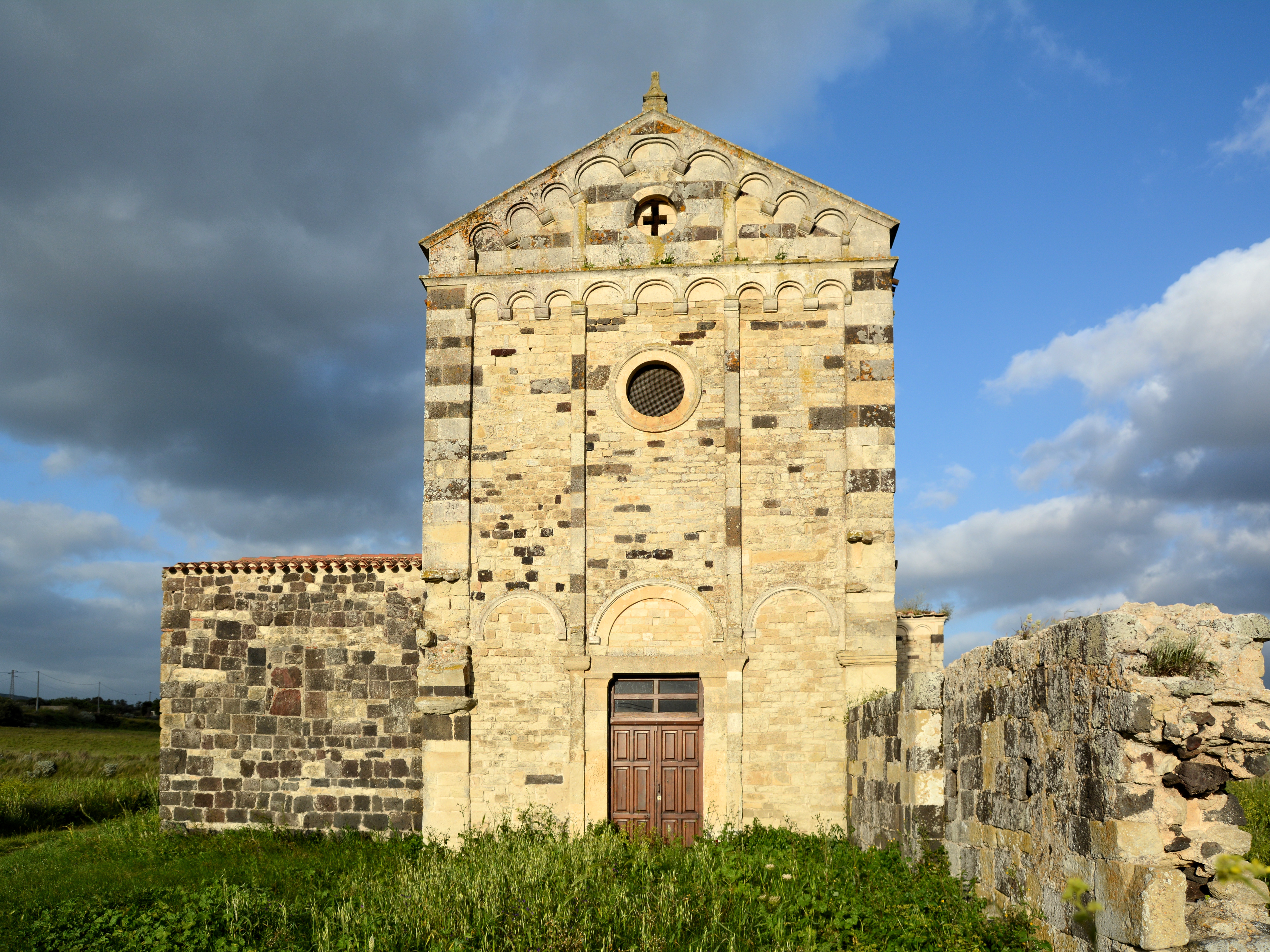
La facciata

La chiesa di San Michele di Salvenero è una chiesa ubicata nel sito campestre del villaggio di Salvennero, abbandonato alla fine del XVIII secolo; situato in territorio di Ploaghe, centro abitato della Sardegna nord-occidentale.
L'edificio si trova a poca distanza dalla chiesa di Sant'Antonio di Salvenero e dai ruderi della chiesa di Sant'Antimu di Salvenero. Secondo lo storico G. F. Fara la chiesa fu fatta costruire dal judike Mariano I di Torres, ma secondo Vittorio Angius era stato il figlio Costantino I di Torres a fare edificare l'abbazia che fu cominciata nel 1133 e fu consegnata ai monaci dell'abbazia di Vallombrosa nel 1139 dal papa Innocenzo II, a seguito della bolla pontificia del 1138.
Il 24 maggio 1139 papa Innocenzo II concesse, alle  due  abbazie  vallombrosane  sarde  di  San Michele di Plaiano  e  di  S.  Michele  di  Salvennor,  l'esenzione  dalla giurisdizione vescovile, della potestà giudiziaria sui sudditi, chierici  e  laici,  liberi  e  servi,  nonché  la  conferma  dei  beni posseduti.